# Селиванов, Александр Игнатьевич
Александр Игнатьевич Селиванов (1904—1997) — советский партийный деятель, депутат Верховного Совета УССР 2-5-го и 7-го созывов. Кандидат в члены ЦК КПУ в 1949—1971 годах.

## Биография
Родился в 1904 году в село Залюбеч Новогрудского уезда Минской губернии в семье крестьянина-бедняка.
С 1921 года — ученик ремесленного училища в городе Дорогобуж Западной области. В 1924—1925 годах — секретарь Сафоновского волостного комитета комсомола Смоленской губернии. В 1925—1927 годах — секретарь Дорогобужского уездного комитета комсомола Смоленской губернии.
Член ВКП(б) с 1926 года.
В 1927—1930 годах — студент рабочего факультета в городе Смоленске. С 1930 года — студент Московского энергетического института. В 1936 году окончил Московский энергетический институт, кандидат экономических наук с 1939 года, доцент с 1940 года.
В 1936—1938 годах — инженер, заместитель начальника и начальник цеха на Харьковском электромеханическом заводе имени Сталина. В 1938—1940 годах — заведующий отделом советской торговли Харьковского областного комитета КП(б)У.
В январе 1940—1941 годах — председатель исполнительного комитета Харьковского городского Совета депутатов трудящихся. В 1941—1942 годах — командир корпуса народного ополчения, в кадровом резерве Харьковского областного комитета КП(б)У. В ноябре 1942 — феврале 1943 гг. — инструктор Управления кадров ЦК ВКП(б).
В 1943—1948 годах — председатель исполнительного комитета Харьковского городского Совета депутатов трудящихся.
11 февраля 1948 — 25 марта 1953 — министр коммунального хозяйства Украинской ССР.
25 марта 1953 — 11 мая 1954 гг. — председатель Государственного планового комитета Украинской ССР. В 1954—1958 годах — заместитель председателя Государственного планового комитета Украинской ССР.
В 1958—1960 годах — председатель Совета народного хозяйства Одесского экономического административного района.
23 августа 1960 — 22 января 1971 г. — министр коммунального хозяйства Украинской ССР.
Затем работал главным редактором информационного производственно-технического сборника «Городское хозяйство Украины».

## Награды
- Орден Ленина (23.01.1948)
- Орден Трудового Красного Знамени (1944)
- Другие ордена
- Медали
- Почётная грамота Президиума Верховного Совета УССР (19.05.1975)